# بیمارستان مموریال-هرمن

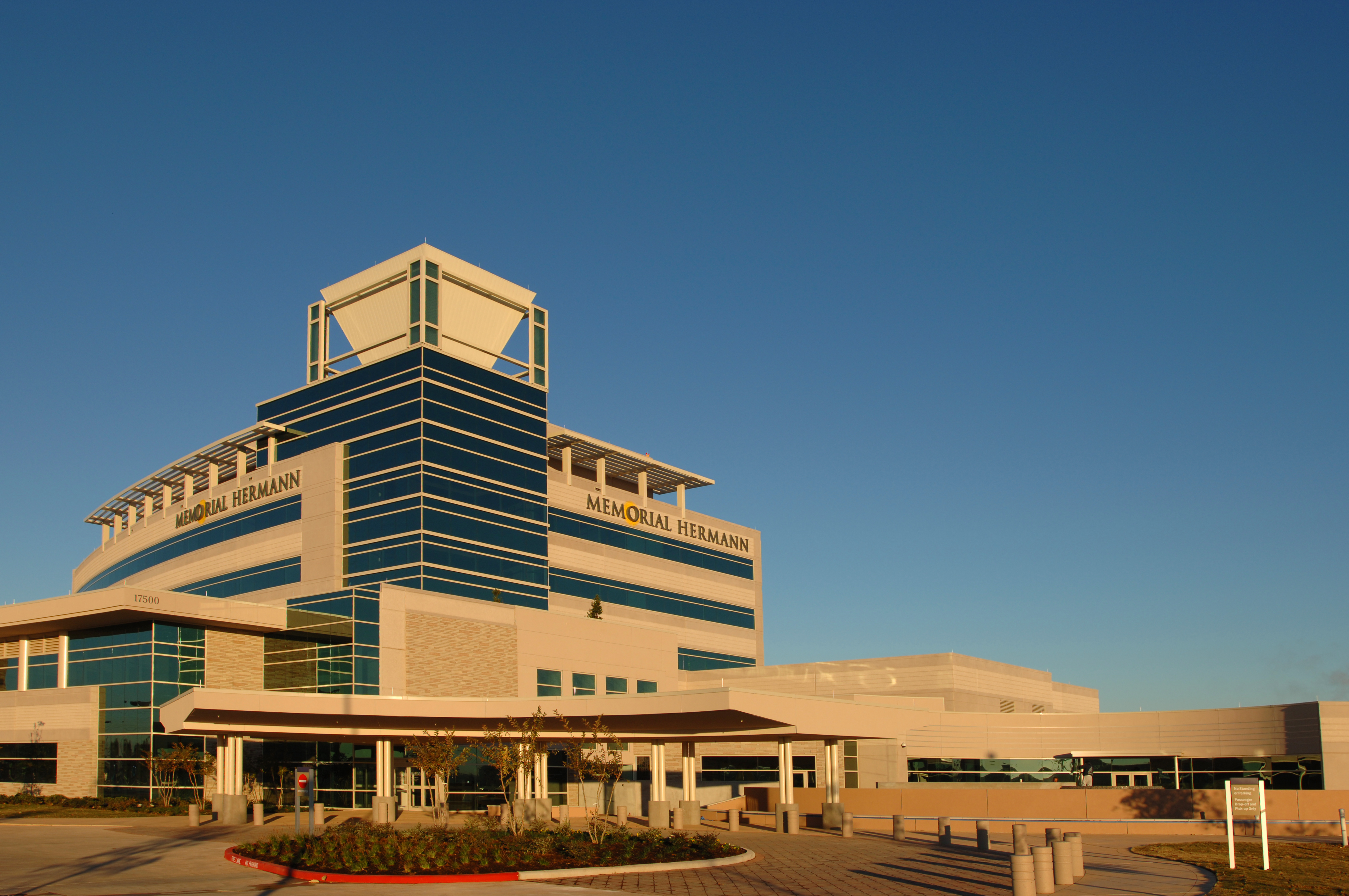

بیمارستان مموریال-هرمن (به انگلیسی: Memorial Hermann Hospital) تأسیس ۱۹۰۷، واقع در مرکز پزشکی تگزاس در هیوستون، نام یک سامانه مراکز درمانی خصوصی در تگزاس است.
این شبکه درمانی خصوصی مجهز به ۱۱ بیمارستان در منطقه شرق تگزاس است، و ۲۰۰۰۰ نفر در استخدام دارد، که این سامانه را در حد بزرگترین سامانه درمانی ایالت قرار داده‌است.